# Manuel Escribano
Pour les articles homonymes, voir Escribano.
Manuel Escribano Nogales plus connu sous le nom de Manuel Escribano, né à Gerena (Espagne, province de Séville) le 21 août 1984, est un matador espagnol.

## Présentation et carrière
Fils du vétérinaire taurin et empresa Francisco escribano, il est issu de l'école taurine de Séville où il est resté jusqu'à l'âge de quatorze ans.
Il fait ses débuts  en novillada piquée au Venezuela, dans les arènes de La Victoria, le 2 décembre 2001 devant du bétail de la ganadería Tarapío, en compagnie du Vénézuélien Erick Cortés et du rejoneador Fabio Grisolia
Après une première présentation à  Las Ventas  qui se solde par un demi échec, il prend son  alternative le 19 juin 2003  à Aranjuez, province de Madrid), avec pour parrain, José Antonio Canales Rivera  et pour témoin, « El Fandi », devant des taureaux de la ganadería de Victoriano del Río .
Mais après quelques échecs notamment face aux taureaux de Conde de la Maza, sa carrière décline, les contrats se font plus rares, jusqu'au moment où il est relancé par des triomphes en Amérique latine notamment au Mexique .
Apoderé par Robert Pilés, il triomphe à Séville en coupant deux oreilles à un taureau Miura le 22 avril 2013. Il doit son triomphe à El Juli, hospitalisé, qu'il remplaçait ce jour-là. Il est allé lui rendre une visite d'amitié.
Le 13 avril 2016, toujours dans la Real Maestranza de Séville, il entre dans le panthéon de la tauromachie en obtenant la grâce du toro de Victorino Martin, Cobradiezmos. En effet, avant ce 13 avril 2016, un seul toro avait été indulté dans cette arène en deux siècles de corridas.
Le 26 juin 2019, à Utrera, Manuel Escribano gracia le toro de Miura, n°42, robe noire, pesant 570 kg, "Tahonero" , le premier à regagner Zahariche vivant.
Il entra dans l'histoire de la tauromachie en indultant ce toro de ce bétail légendaire, le premier en 177 ans d'élevage.